# Karpatoněmecká strana
Karpatoněmecká strana (německy Karpathendeutsche Partei) byla politická strana na území prvorepublikového Československa, respektive Slovenska a Podkarpatské Rusi, která reprezentovala část národnostní menšiny Karpatských Němců.

## Dějiny
Byla založena patrně v červenci 1928 ve městě Nálepkovo (tehdy ještě zvaném Vondrišel) jako nová politická strana, která postupně sdružila jednotlivé místní skupiny etnických Němců na Slovensku. V té době také na Slovensko z Českých zemí přišel Franz Karmasin, který byl hlavní postavou strany.
V parlamentních volbách v roce 1929 kandidovala v rámci účelové koalice nazvané Německé volební společenství. Sdružilo se v ní několik tradičních menšinových stran, kromě Karpatendeutsche Partei i Německé pracovní a volební společenství a Německý svaz zemědělců. Mandátu ale nedosáhla. Hlavním konkurentem pro ni byla Spišská německá strana (Zipser deutsche Partei), se kterou původně před volbami uvažovala o alianci. V parlamentních volbách v roce 1935 se Karpatoněmecká strana spojila se Sudetoněmeckou stranou. Franz Karmasin se pak stal poslancem parlamentu. I nyní se na východě republiky tvrdě utkávala se Spišskou německou stranou, která měla ovšem orientaci spíše na uherskou politickou tradici a spolupracovala proto spíše se stranami maďarské menšiny. Jen menším a dočasným konkurentem byla Německá lidová strana, která po roce 1930 vyvíjela činnost hlavně v Bratislavě.
Během krize předcházející Mnichovské dohodě byla strana československými úřady, stejně jako její sesterská Sudetoněmecká strana, zakázána. S nástupem autonomistů na Slovensku během druhé republiky byla činnost strany opět povolena, nyní již jako strany s nacionálně socialistickou orientací. Jako Německá strana s vůdcem Franzem Karmasinem se pak stala výlučným reprezentantem německé menšiny na autonomním Slovensku a později i během Slovenského státu.